# IJahman
 (octobre 2019).
Si vous disposez d'ouvrages ou d'articles de référence ou si vous connaissez des sites web de qualité traitant du thème abordé ici, merci de compléter l'article en donnant les références utiles à sa vérifiabilité et en les liant à la section « Notes et références ».
Trevor Sutherland alias IJahman ou IJahman Levi, est un chanteur, compositeur et producteur de reggae jamaïcain né le 19 juin 1946 dans la paroisse de Manchester, dans les collines de Christiana (en).

## Biographie
IJahman Levi a grandi à Trenchtown, quartier de Kingston et se passionne dès son plus jeune âge pour la musique, ses premières influences étant Alton Ellis et Joe Higgs. Il rencontre alors Bob Marley qui, comme lui, commençait à chanter dans les rues de Kingston. Quelque temps après, il enregistre son premier single Red Eyes People pour Duke Reid et Treasure Isle sous le nom de Youth. Il part ensuite, avec ses parents, pour s'installer en Angleterre. Il y rencontre Rico Rodriguez et participe même à son célèbre morceau Africa. À cette époque, il avait pour influences Otis Redding et Sam Cooke. Par la suite, Chris Blackwell, patron du label Island, lui propose d'enregistrer quatre morceaux pour lui. Peu après, il fait deux ans de prison, et c'est à ce moment qu'il commence à s'intéresser à la Bible et prend le nom d'IJahman Levi. Quand il rentre en Jamaïque, il enregistre son premier album Haile I hymn chez Mango, suivi de Are we a warrior. En 1985, il rencontre sa nouvelle compagne et enregistre un duo avec elle. C'est l'année suivante qu'il crée son propre label Jahmani et gère seul sa carrière. Une grande partie de ses morceaux sont inspirés de ses rêves qu'il considère comme étant les messages de Jah.
Fan de Joe Higgs, il fait ses premières armes dans Third Street à Trenchtown. C’est au contact de Stranger Jah Cole qu’il enregistre en 1963 son premier vinyle, Red Eyes People, produit par Duke Reid. Cette même année Trevor suit ses parents pour Londres, où il forme différents groupes tels que The Vibrations en 1965, Youth & Rudie & The Shell Shock ou Nyah and The Snowflakes, avec qui il enregistre plusieurs morceaux. En parallèle, il entame une carrière solo dès 1966 sous le nom de The Youth. Il sort plusieurs vinyles chez Polydor en 1967, pour Decca en 1968 et en 1971 Fire Fire sur le label Pama.
Il est incarcéré en 1972. Il étudie la Bible en prison et prend le nom de IJahman. À sa sortie, en 1974, seul, sa famille l’ayant abandonné, IJahman repart pour la Jamaïque où au contact de l’Organisation des 12 Tribus d’Israël de Frère Gad, il découvre que son mois de naissance le définit comme Lévi.
En 1975, IJahman enregistre Jah Heavy Load pour le label Concrete Jungle. Sa rencontre en 1976 avec Chris Blackwell, patron d’Island Records, lors de sa collaboration avec le tromboniste Rico Rodriguez, pour l’album Man From Wareika, sorti sur le label Island, va être déterminante pour la suite de sa carrière. En effet, le producteur britannique le repère et lui propose de le produire, ce après avoir définitivement confirmé son jugement à l’écoute de Jah Heavy Load. IJahman coproduit avec Geoffrey Chung neuf titres qu’Island sortira en 1978 sous le nom de Haile I Hymn puis un second, Are we a Warrior, en 1979. Ces deux albums installent IJahman au firmament du Reggae Roots. Deux ans plus tard, il fonde sa propre maison de production Tree Roots International et son label Jahmani.
C’est en 1982 que sort Tell it to the Children, premier album pressé sur son label. Suivent Africa en 1984, Lily of My Valley en 1985, I do en 1986 avec Madge (le titre I do est resté six semaines à la première place des charts reggae britannique en 1986), Culture Country suivi de Forward Rastaman en 1987, Over Europe Live en 1988, Kingfari en 1992, Gemini Man en 1993, Two Double Six 701 en 1994 (266701 étant son matricule lorsqu’il était incarcéré), Live In Paris 1994. En 1995, il rend un hommage à Marley avec Ijahman sings Bob Marley, album qui sera décliné dans une version dub en 1996. En 1997, trois albums : Beauty and the Lion suivi de sa version Lion Dub Beauty et Live at Reggae on the River qui connaît une déclinaison vidéo, Arkart, un DVD, On a Journey, et Versatile Life en 2006.
Il s'est entouré des musiciens de studios jamaïcains, parmi lesquels Sly and Robbie, Lloyd Parks, Dwight Pickney, Chris Meredith, Earl China Smith, Earl Wire Lindo, Bobby Ellis, mais aussi anglais.

## Discographie
- 1978 - Haile I Hymn (Chapter 1)
- 1979 - Are we a Warrior
- 1982 - Tell it to the Children
- 1984 - Lilly of my Valley
- 1985 - Africa
- 1986 - I Do (avec Madge)
- 1987 - Forward Rastaman
- 1987 - Culture Country
- 1988 - Ijahman and Friends
- 1988 - Over Europe Live
- 1989 - Inside Out
- 1991 - On Track
- 1991 - Love Smiles
- 1992 - Kingfari
- 1993 - Entitlement
- 1993 - Gemini Man
- 1994 - Two Double Six
- 1994 - Black Royalties
- 1995 - Live in Paris 1994
- 1995 - Ijahman Sings Bob Marley
- 1997 - Live at Reggae on the River
- 1997 - Beauty and the Lion
- 1997 - Lion Dub Beauty
- 1998 - Crocodile Man
- 1998 - Monkey Man
- 2000 - Arkart
- 2001 - The Roots of Love
- 2006 - Versatile Life

## Vidéographie
- 2003 - On a journey
- 2010 - Live in Nostang